# Bankiet (jeździectwo)
Bankiet – przeszkoda w zawodach wszechstronnego konkursu konia wierzchowego (WKKW) w trakcie crossu. Jest to uskok terenu pokonywany jednym skokiem.